# Маунт Морис (Мичиген)
Маунт Морис (Мичиген) (енгл. Mount Morris) град је у америчкој савезној држави Мичиген. По попису становништва из 2010. у њему је живело 3.086 становника.

## Демографија
Према попису становништва из 2010. у граду је живело 3.086 становника, што је 108 (3,4%) становника мање него 2000. године.
| Група             | 2000.         | 2010.         |
| Белци             | 2.936 (91,9%) | 2.393 (77,5%) |
| Афроамериканци    | 98 (3,1%)     | 413 (13,4%)   |
| Азијати           | 13 (0,4%)     | 15 (0,5%)     |
| Хиспаноамериканци | 71 (2,2%)     | 137 (4,4%)    |
| Укупно            | 3.194         | 3.086         |